# 서울여자상업고등학교
서울여자상업고등학교(서울女子商業高等學校)는 대한민국 서울특별시 관악구 봉천동에 위치한 사립 고등학교이다.

## 학교 연혁
- 1926년 4월 1일 : 구한말 참정대신 한규설의 구국정신을 이어 자제 한양호가 견지동에서 본과 3년 전수 과정으로 경성여자상업학교 설립 개교
- 1926년 4월 1일 : 초대 교장 유진억 선생 취임
- 1936년 4월 11일 : 홍제동 38번지 교지 1만평 매입 및 교사 강당 신축이전
- 1936년 9월 29일 : 학교법인 문영학원 설립인가
- 1938년 2월 2일 : 4년제로 학제 변경(상업과 12학급) 인가
- 1951년 8월 31일 : 중고 분리. 교명 서울여자상업고등학교, 서울문영여자중학교
- 1955년 3월 28일 : 고등학교 3년제로 학칙변경 인가
- 1963년 12월 5일 : 학칙변경 1부 25학급, 2부 9학급 인가
- 1984년 3월 2일 : 교육과정 개편에 따라 학칙개정 4개과(상업과, 무역과, 회계과, 정보처리과) 설치인가 (84년도부터 적용)
- 1991년 9월 29일 : 서울 관악구 봉천동 1695번지로 학교 이전 (교지 39,917m2, 연건평 8,900평), 개교 65주년 기념식
- 2004년 12월 2일 : 2006학년도 특성화 고등학교 지정(분야 국제통상·금융정보·인터넷비즈니스)
- 2005년 5월 27일 : 학칙변경 1학년은 공통과정으로 운영, 2·3학년은 금융정보과 3학급, 인터넷비즈니스과(계속형, 절충형) 4학급, 국제통상과 3학급 설치
- 2018년 3월 1일 : 제13대 교장 박진숙 선생 취임
- 2022년 1월 26일 : 제92회 졸업식 거행 졸업생 241명(졸업생 누계 42,168명)
- 2024년 3월 1일: 제14대 교장 김상기 선생 취임

## 설치 학과
- 공통과정(전문계)
- 국제통상과
- 금융경제과
- 재무경영과

## 근접한 학교
- 서울문영여자중학교
- 서울문영여자고등학교

## 참고 자료
- 서울여자상업고등학교 - 한국교육학술정보원 학교알리미